# Automat telefoniczny

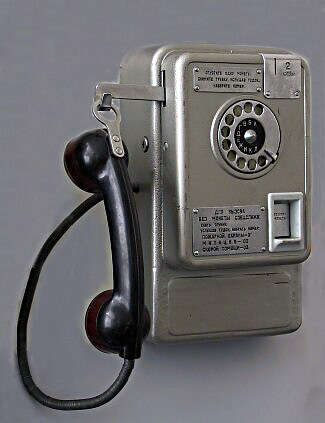
Automat telefoniczny z lat 60. XX w powszechny w obiegu w Polsce i w Rosji

Automat telefoniczny, telefon samoinkasujący – aparat telefoniczny umożliwiający natychmiastowe pobieranie opłaty za przeprowadzaną rozmowę lub inne usługi, umieszczany zazwyczaj w budce telefonicznej w miejscu publicznym.

## Opis
Publiczny automat telefoniczny jest z założenia i funkcji przeciwstawny do telefonii stacjonarnej i komórkowej, ze względu na dostęp do sieci telefonicznej. Dostęp jest własnością użytkownika końcowego albo jest zarezerwowany dla niego przez właściciela, zarządcę dostępu. Opłaty za dostęp mogą być pobierane w postaci monet, żetonów, kart magnetycznych. W niektórych krajach dostęp jest darmowy. Automaty telefoniczne w różnych formułach użytkowania istnieją i działają nadal w wielu krajach świata: m.in. w Wielkiej Brytanii, Włoszech, Niemczech, Rosji, Stanach Zjednoczonych, Japonii, Indiach. W Polsce ostatnie automaty telefoniczne dawnej Telekomunikacji Polskiej wycofano w 2017 roku.
W wielu krajach na świecie nadal zachowany jest dostęp do publicznego kontaktu telefonicznego w szpitalach, szkołach, więzieniach, centrach miast i gmin, stacjach metra, punktach przesiadkowych, stacjach benzynowych, postojach na autostradach, punktach granicznych.

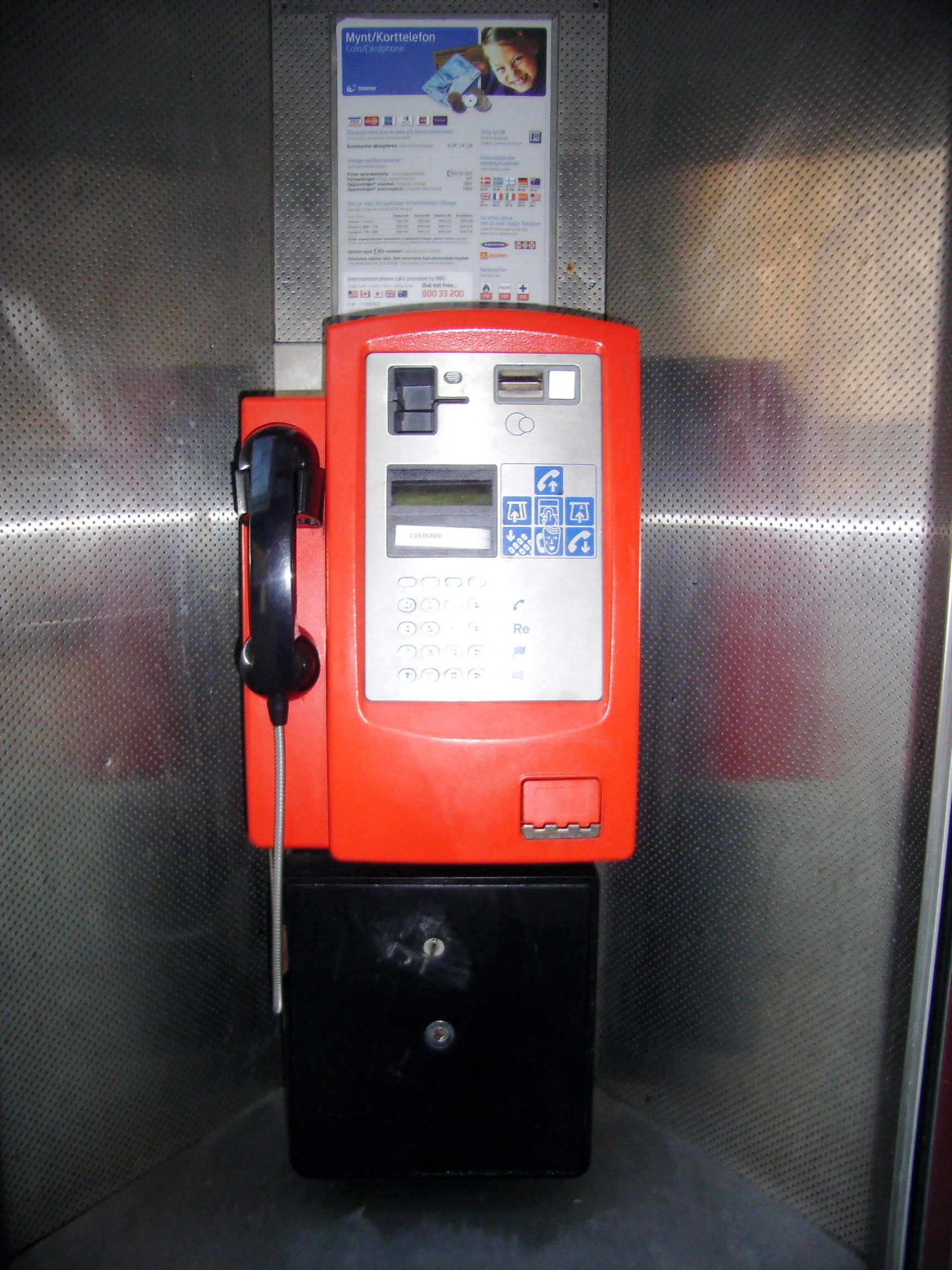
Trondheim, Norwegia
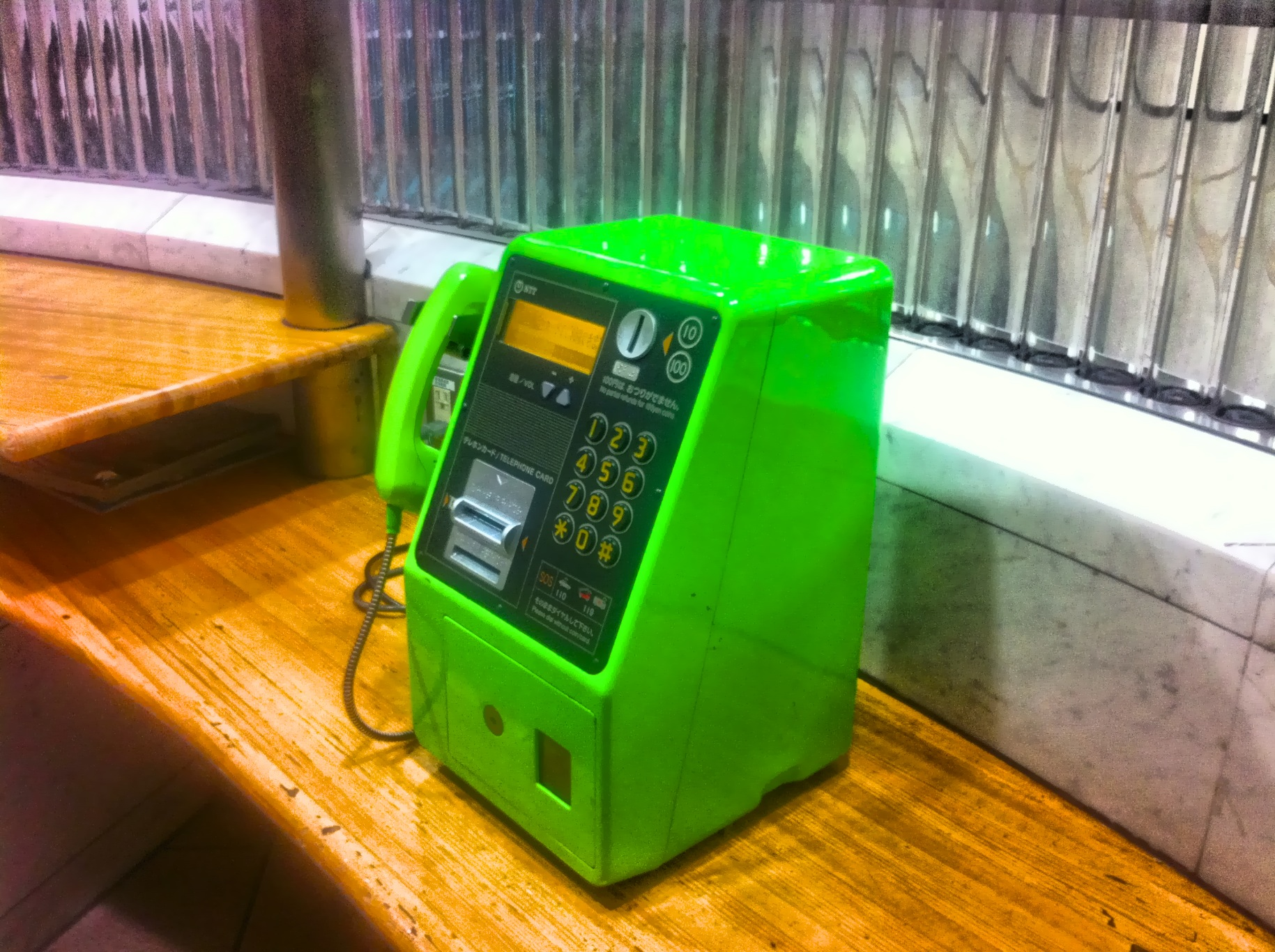
Zielony aparat telefoniczny na kartę, Japonia 2015
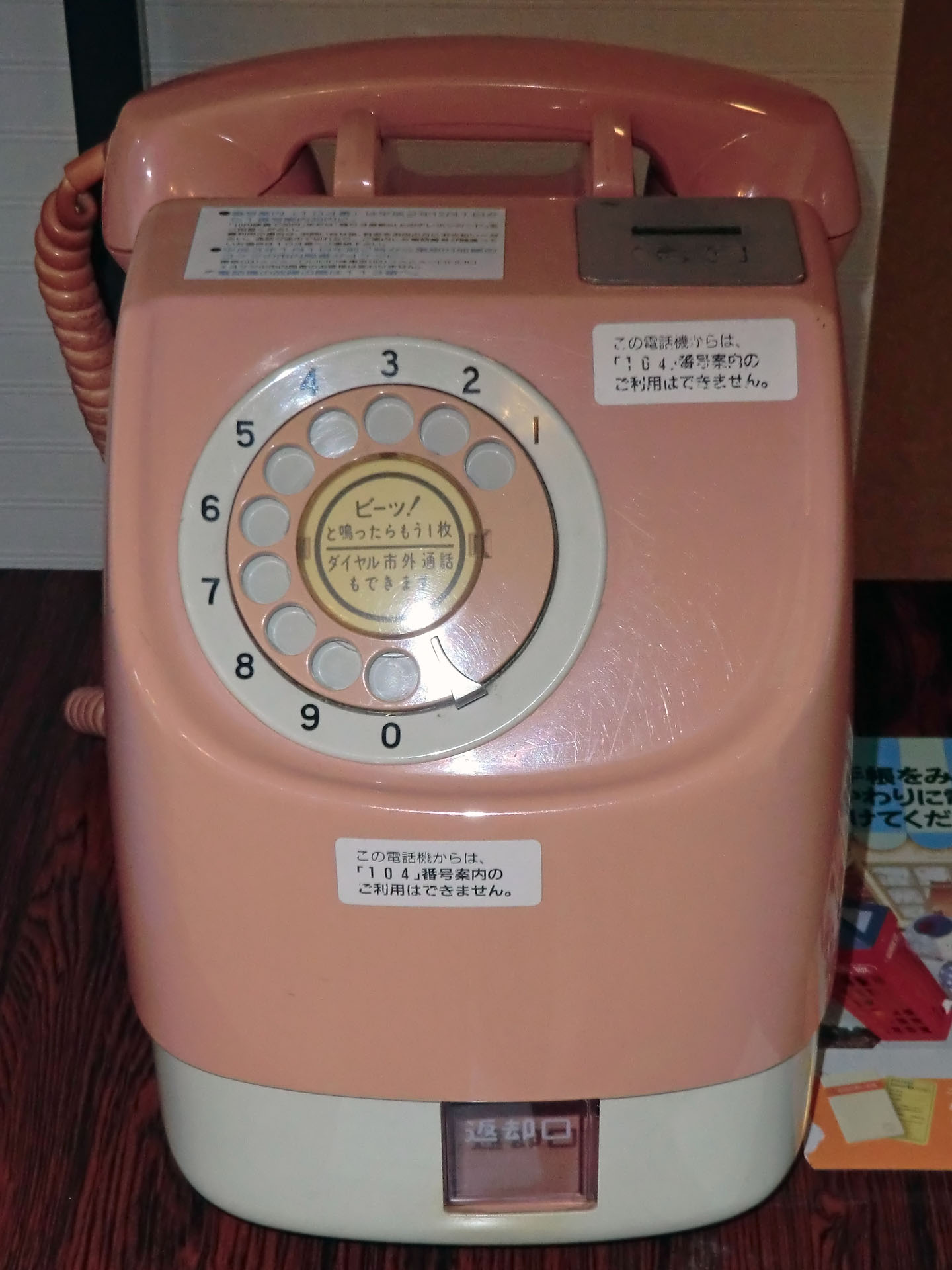
miejscowy telefon w Japonii
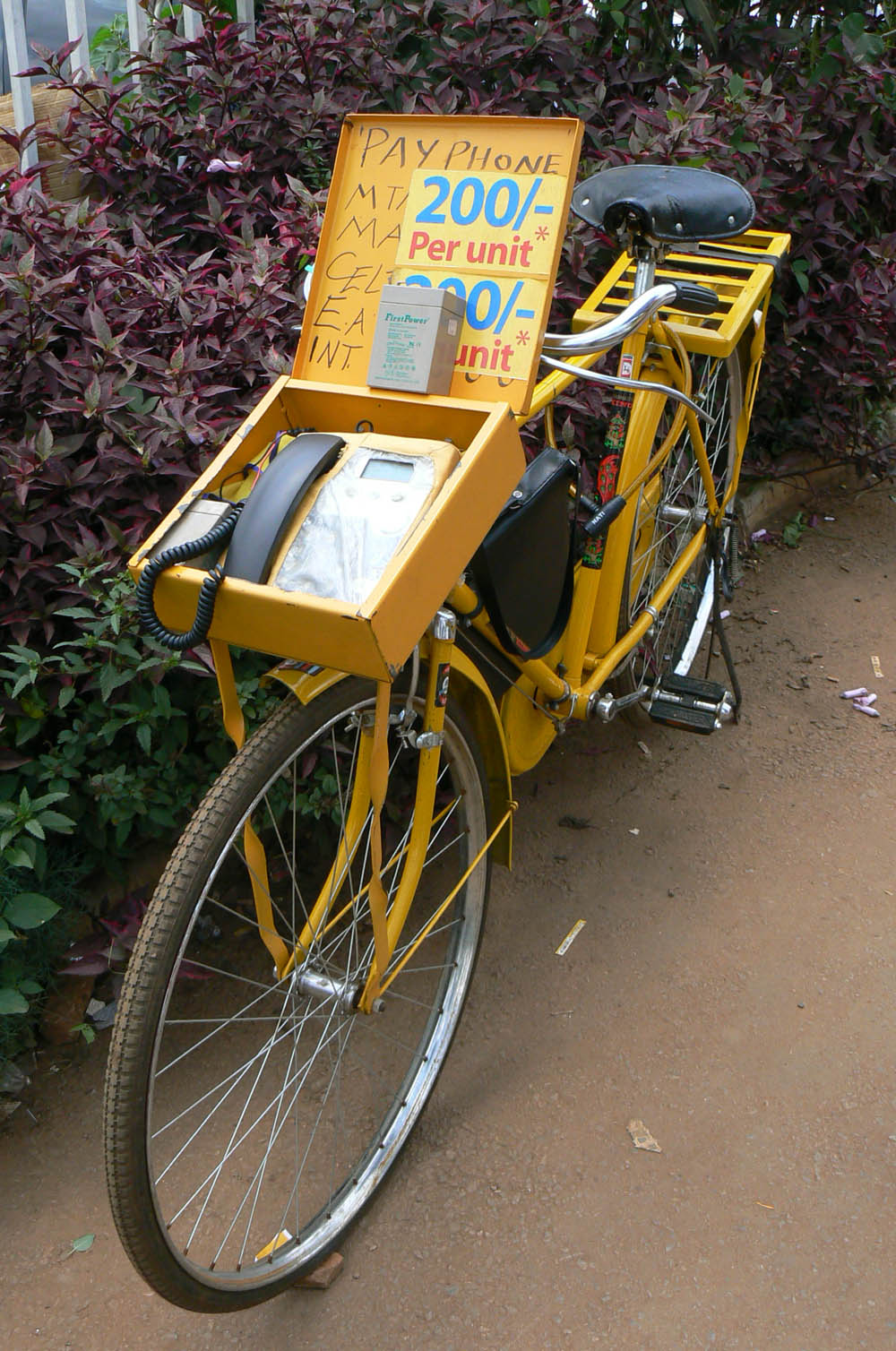
automat na rowerze w Ugandzie, Afryka
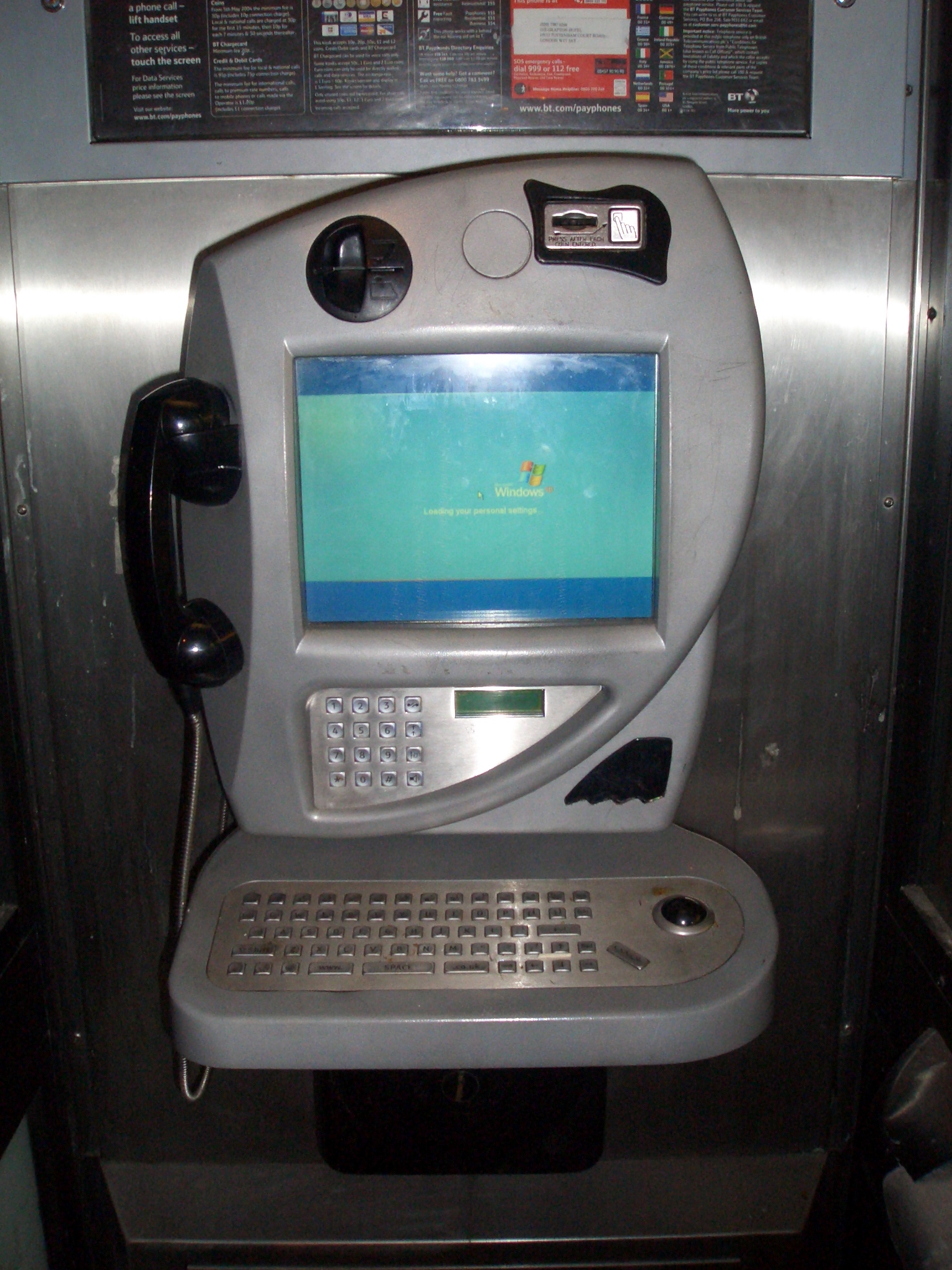
automat z systemem Windows XP, Wielka Brytania
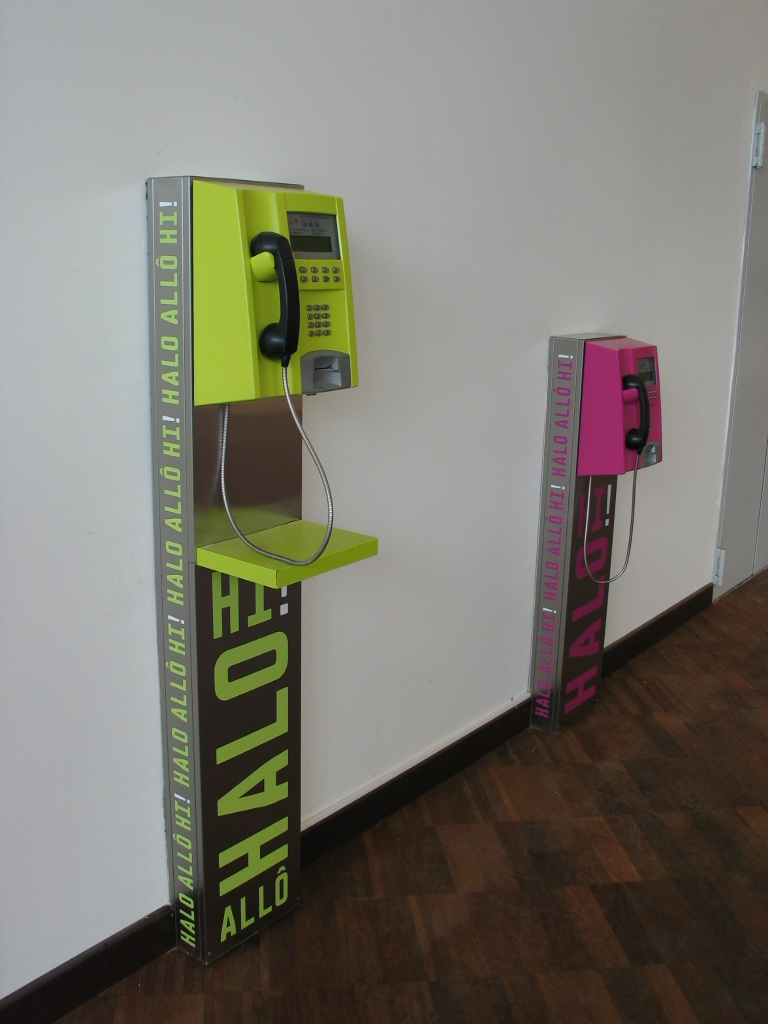
automat w centrum Manufaktura, Łódź
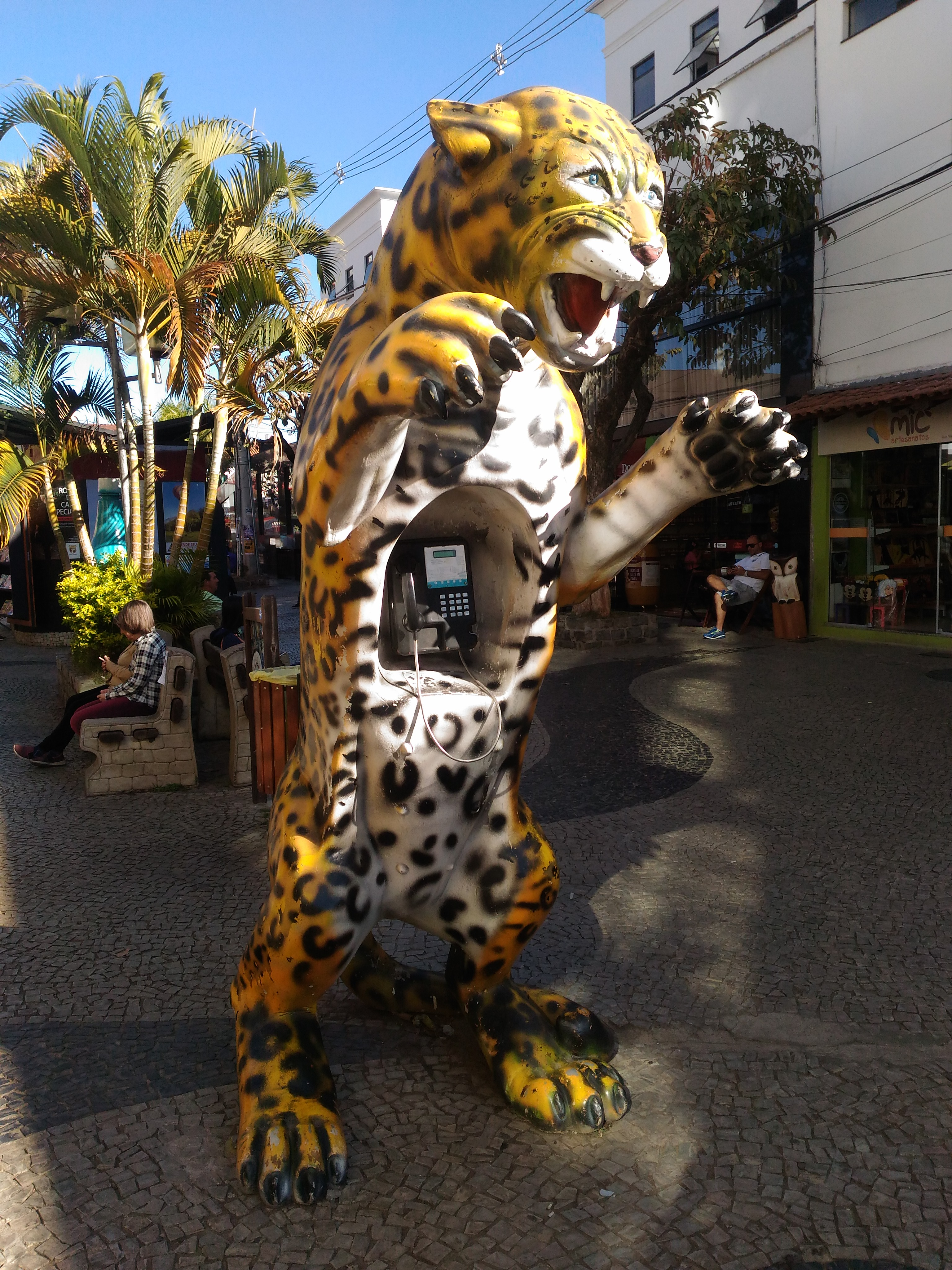
Automat w budce w kształcie pantery, Brazylia
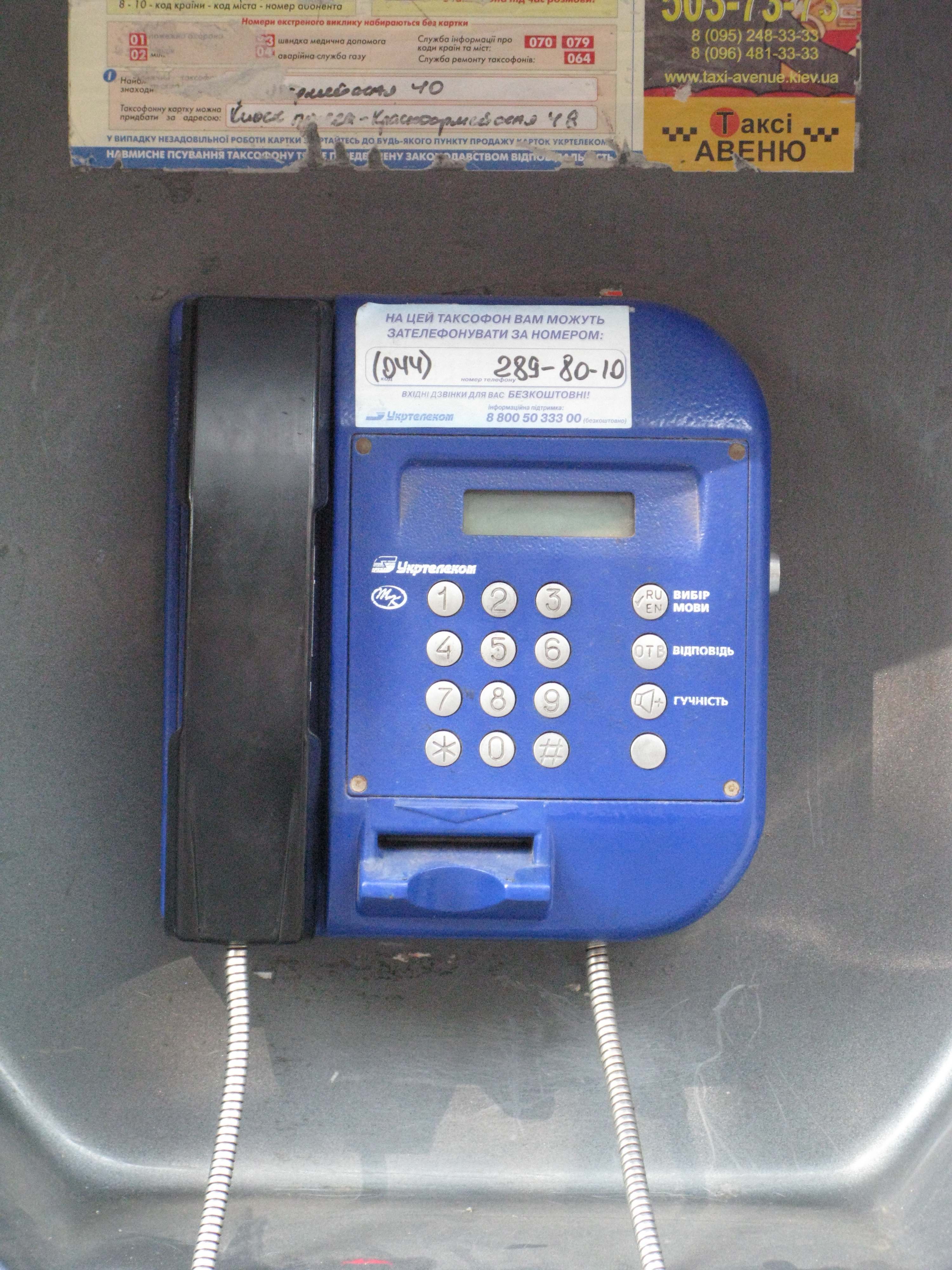
automat w Kijowie, Ukraina

## Polska
W czasach PRL automaty telefoniczne były urządzeniami jednokierunkowymi (nie można było do nich dzwonić), a do lat siedemdziesiątych XX w. istniały tylko automaty umożliwiające jedynie rozmowy lokalne. Początkowo automaty przyjmowały drobne monety – początkowo 50 gr, w latach 70. XX w. – 1 zł, później 2 zł, ale inflacja lat osiemdziesiątych spowodowała zmianę sposobu płatności – zastosowano specjalne żetony, co również było kłopotliwe, gdyż wymagało częstej obsługi aparatów w celu opróżnienia z żetonów. Później płatności realizowane były przy pomocy kart magnetycznych lub kart mikroprocesorowych, lecz zaznaczyła się tendencja do powrotu możliwości płacenia monetami, jako najwygodniejszą formą dla użytkowników. Operator Orange Polska do roku 2017 zlikwidował prawie wszystkie obsługiwane przez niego automaty telefoniczne.
Automaty operatorów Dialog, Netia i innych również zniknęły z ulic z powodu braku ustawowej decyzji o wyborze operatora wyznaczonego w zakresie usług telekomunikacyjnych i nieopłacalności. Publiczne telefony pozostały w zakładach karnych, aby umożliwiać więźniom kontakt ze światem zewnętrznym.

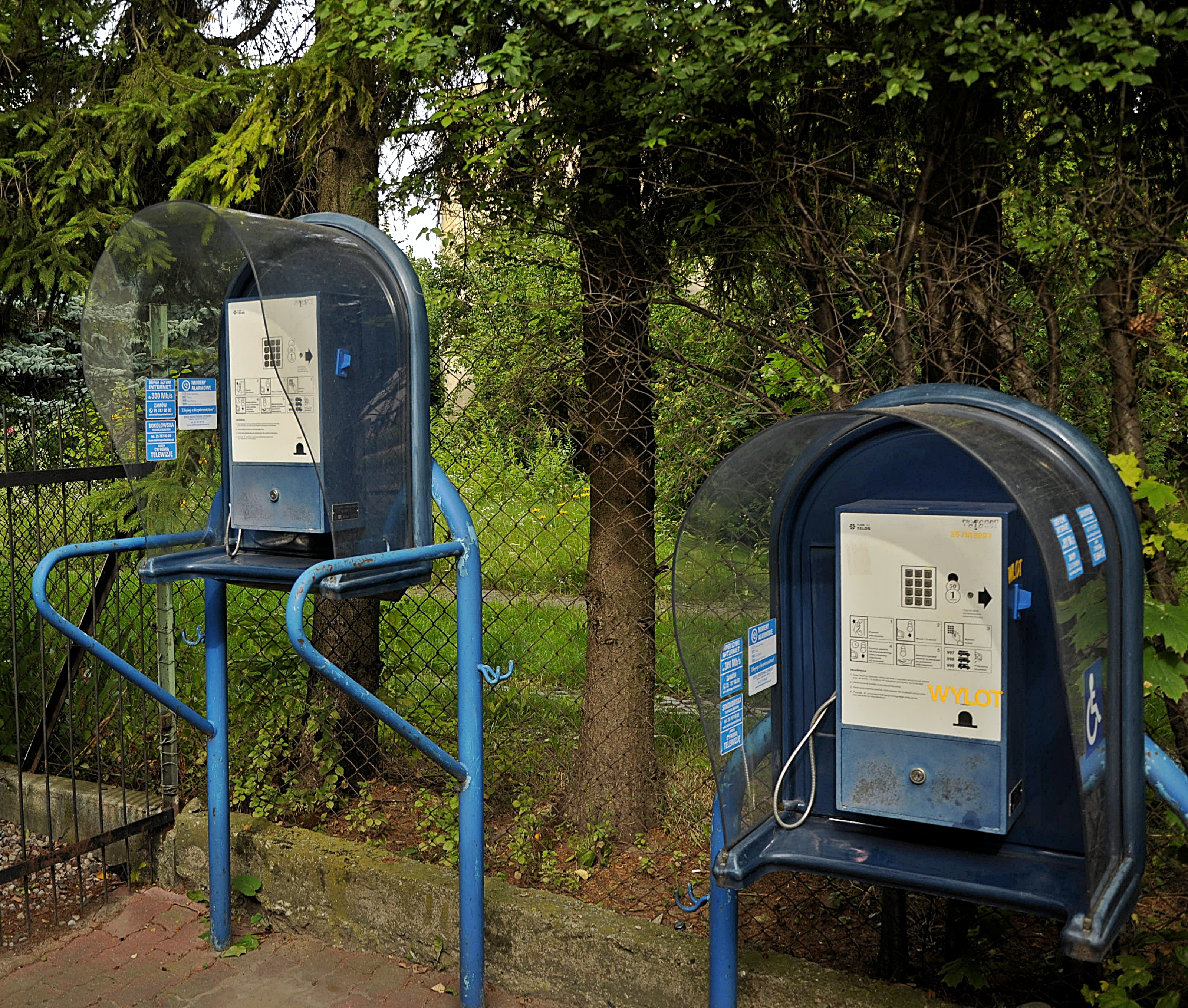
Automaty telefoniczne AWS-7 w Sokołowie Podlaskim

Obecnie jedynym miejscem w Polsce, w których są ogólnodostępne, działające automaty telefoniczne, jest miasto Sokołów Podlaski.
Jedna z czynnych budek telefonicznych stoi także w Kostrzynie nad Odrą, jednak nie jest ona ogólnodostępna, a działa jako telefon postoju taksówek.

## Automaty telefoniczne dawniej użytkowane na terenie Polski

### Podstawowe modele

#### Urmet TSP-91

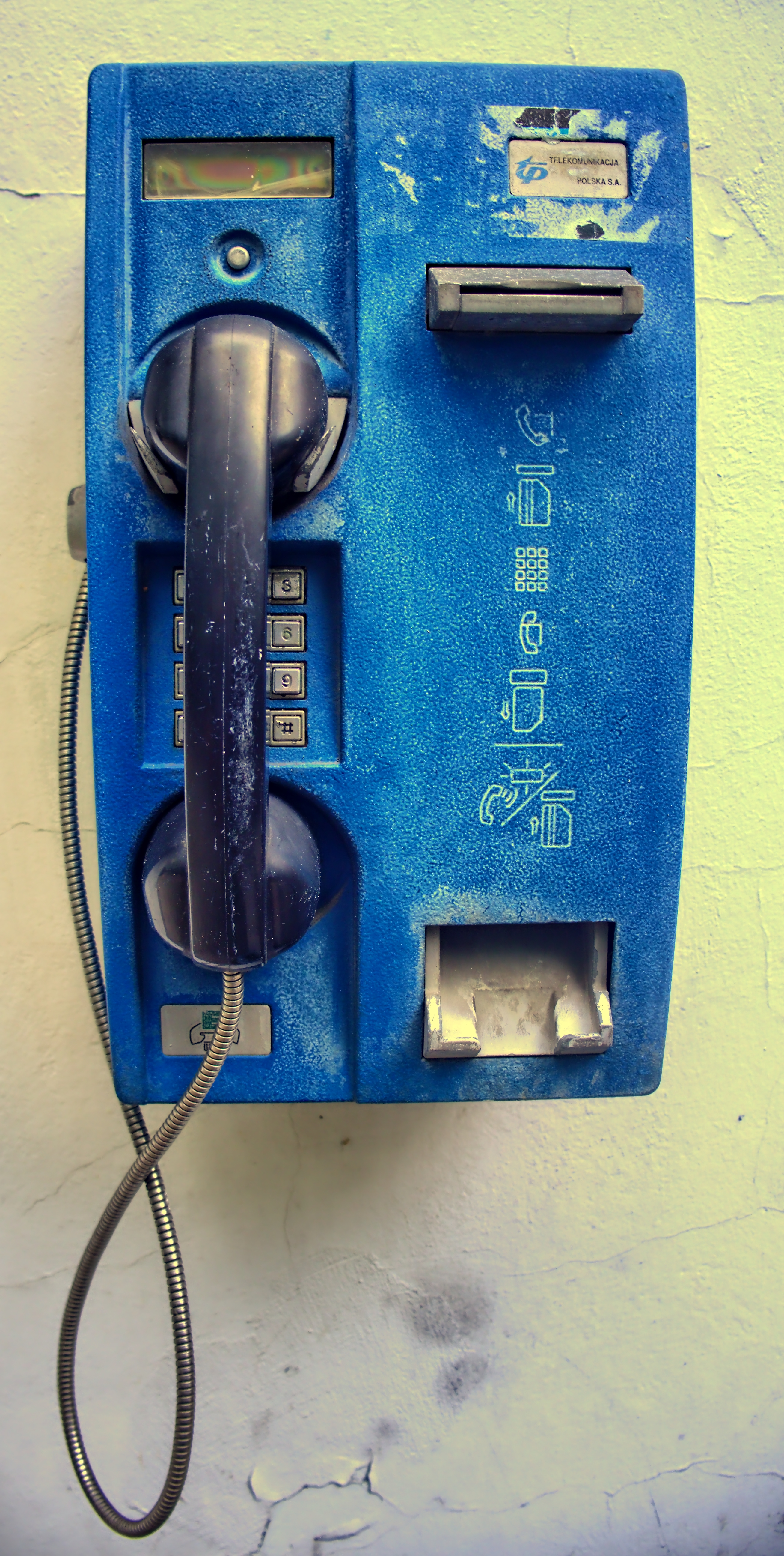
Automat telefoniczny TSP-91

Wprowadzony do użytku w sierpniu 1991, wycofany formalnie z końcem 2004, chociaż niektóre działały jeszcze do 2005. Ostatni sprawny zdemontowano w 1 marca 2006. Popularnie zwany niebieskim aparatem. Korzysta wyłącznie z kart magnetycznych. TSP91 zawiera: płytę główną, czytnik, klawiaturę oraz wyświetlacz ciekłokrystaliczny 1×16. Podstawowym składnikiem TSP91 jest płyta główna, na której znajduje się między innymi: RAM, procesor oraz EPROM z oprogramowaniem.
Aparat sterowany procesorem typu Motorola 68HC11. W obudowie aparatu znajduje się czytnik karty składający się z bębna, który umożliwia ruch wyłącznie w jedną stronę. Za bębnem umieszczone są 2 głowice: odczytująca i zapisująca. Wadą tego aparatu był stosunkowo skomplikowany transport karty wewnątrz urządzenia, sprzyjający zacięciom i zablokowaniom.

#### Urmet TPE-97/U

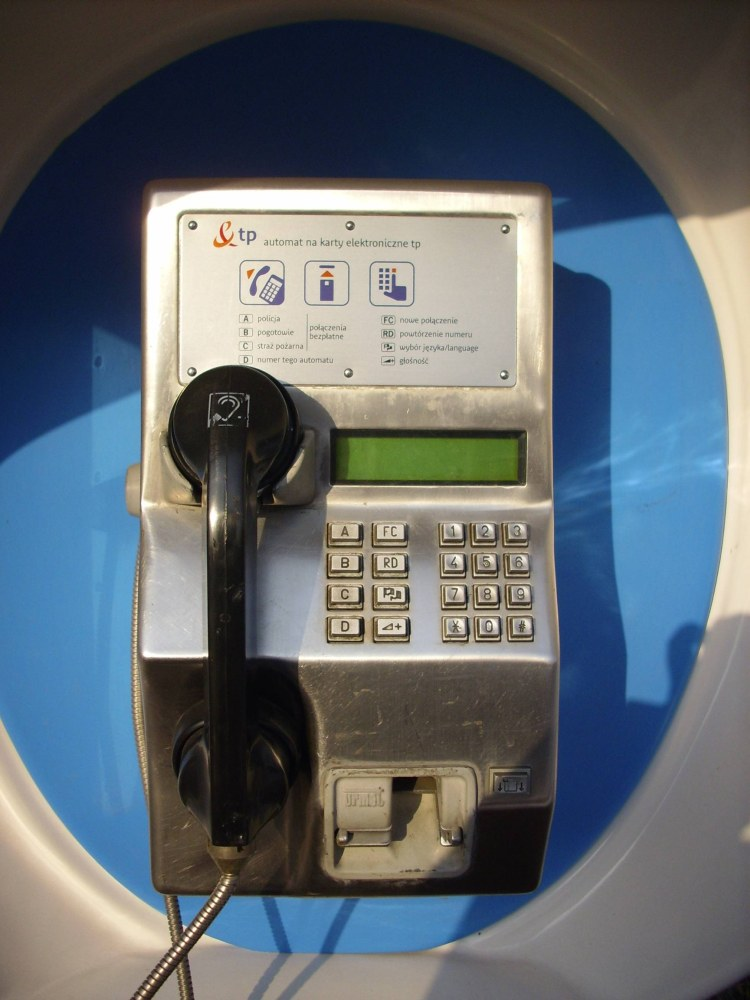
Aparat telefoniczny TPE97

Wprowadzony do użytku w 1998. Popularnie nazywany srebrnym aparatem. Potrafi obsługiwać zarówno karty magnetyczne (ta możliwość była zablokowana od 1 lipca 2006) i elektroniczne w standardzie SLE4436. Jest znacznie bardziej rozwinięty technologicznie od TSP-91. W TPE-97 został zastosowany procesor Hitachi H8-3003 oraz pamięć flash. Srebrny w przeciwieństwie do niebieskiego posiada solidniejszą obudowę, wykonaną z wytapianego pod ciśnieniem stopu metali odpornych na korozję. Nowością była możliwość uaktualnienia całego oprogramowania aparatu z centrum nadzoru STG97 przy użyciu modemu V.22bis 2400 b/s.
Karty serwisowe do srebrnego są kartami chipowymi na układzie SLE4406.
Wycofany z użytku w I kwartale 2014.

#### Urmet CTP-I

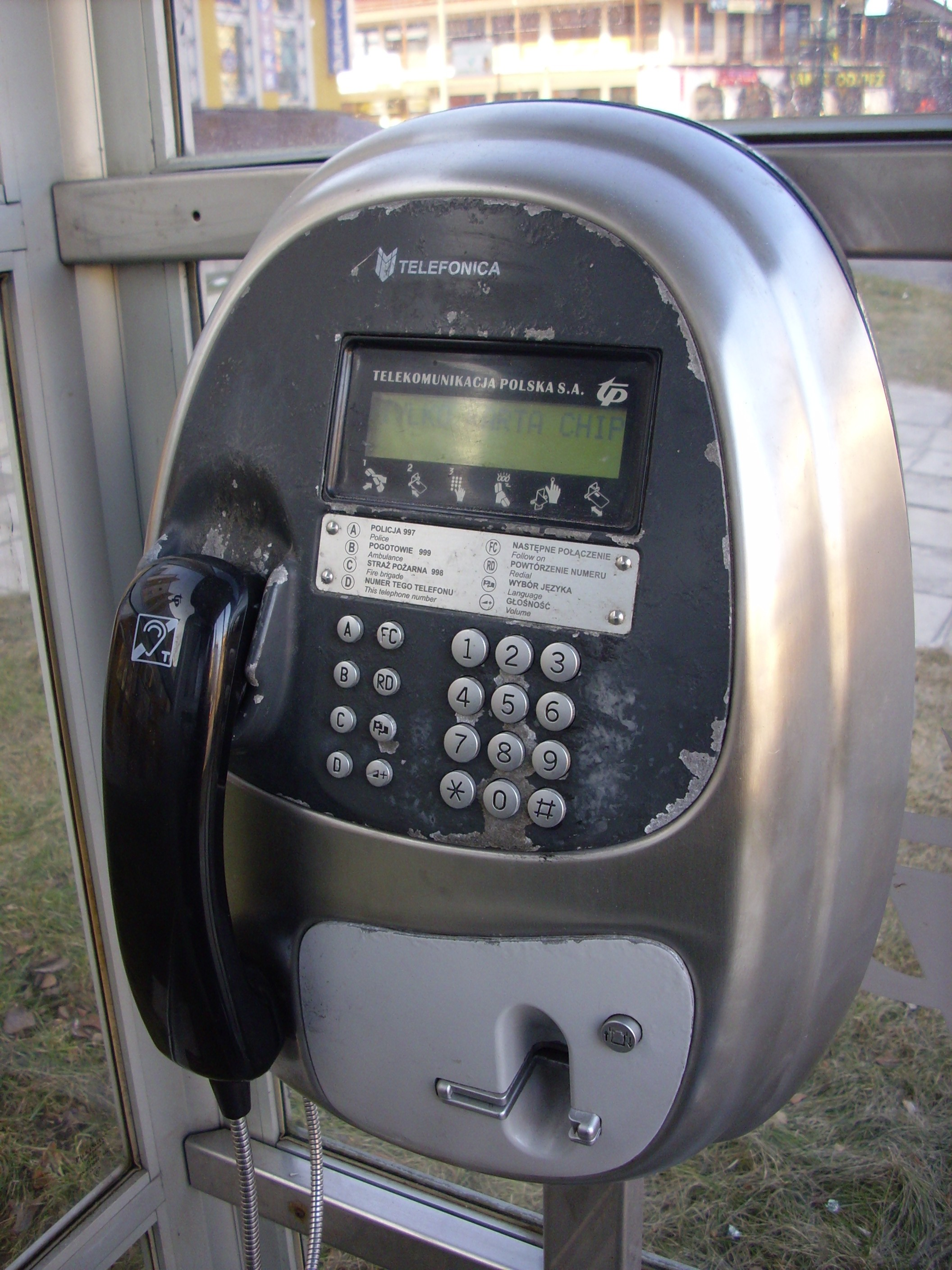
Aparat telefoniczny CTP-I

Wprowadzony do użytku w połowie 2000. Popularnie zwany jest jajkiem. Aparat ten działa wyłącznie na karty elektroniczne SLE4436 (karty serwisowe są w standardzie SLE4406) i tylko na liniach ISDN. Jajko, podobnie jak TPE97, współpracuje z systemem SLE4406, dodano jedynie uaktualnienie.
Możliwa jest komunikacja z centrum nadzoru również podczas korzystania z aparatu. Istnieje wersja umożliwiająca płacenie monetami lub żetonami.
Zostały one wycofane w 2017 roku wraz z likwidacją automatów publicznych przez Orange Polska.

#### Ascom eXANTO
Nazywane również żółtymi, były montowane od 2003 roku. Obsługiwały wyłącznie karty elektroniczne SLE4436. We wnętrzu eXANTO znajduje się płyta główna, czytnik oraz klawiaturo-wyświetlacz. eXANTO posiada swoje Centra Nadzoru: PMS150 (lokalne) i PMS300 (centralne). Automat do komunikacji z centrum nadzoru używa modemu V22bis. W eXANTO instalowane jest również P-Line, urządzenie zabezpieczające przed oszustami. Posiada funkcję wysyłania SMS-ów oraz e-maili (za które opłata jest pobierana ze zwykłej karty służącej do rozmów lub specjalnej karty SMS). Istnieje też wersja indoor w obudowie z tworzywa sztucznego do montowania w pomieszczeniach zamkniętych i nienarażonych na wandalizm. Był to ostatni typ aparatu samoinkasującego stosowany przez Telekomunikację Polską, a następnie Orange Polska. Zostały one wycofane w 2017 w związku z likwidacją automatów publicznych, z wyjątkiem telefonów w zakładach karnych.

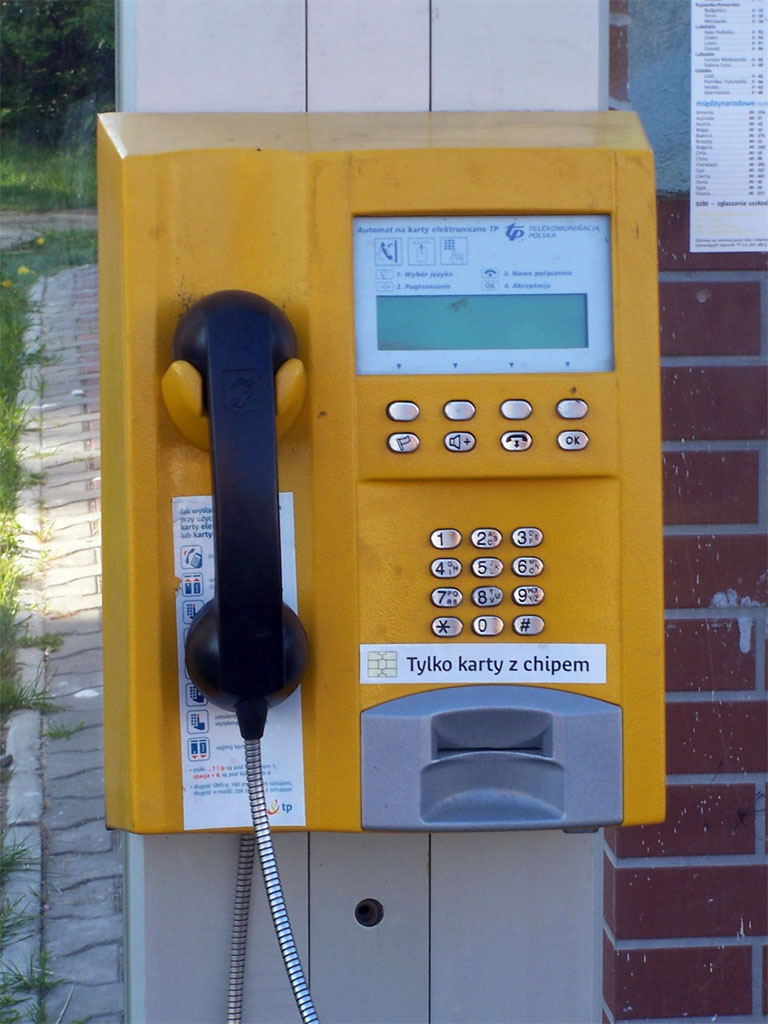
Ascom eXANTO
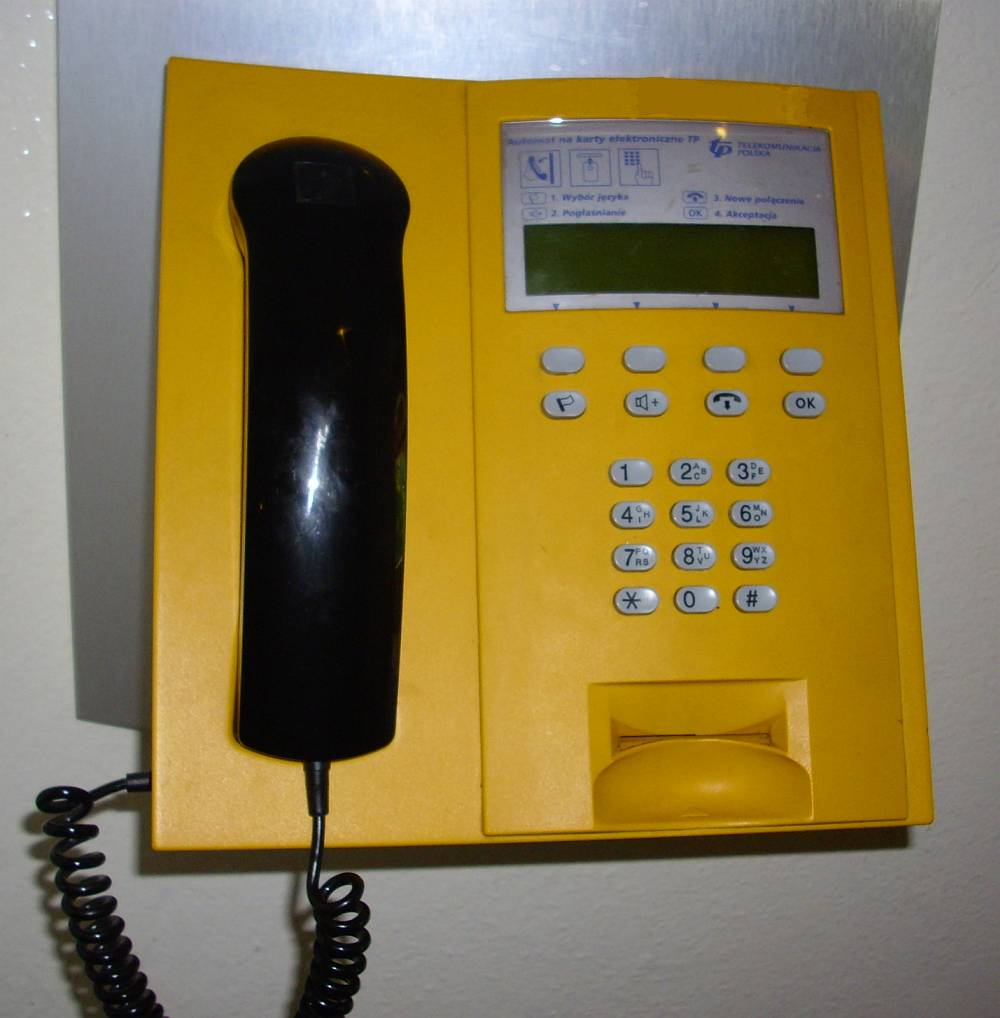
Ascom eXANTO inDoor

### Inne
| TELKOM TELOS AW 7/1 | TELKOM TELOS AWS-6 | TELKOM TELOS AWS-7 | GPT Emerald P70003N | Siemens TMI-M/P                                                                               |
| --- | --- | --- | --- | --------------------------------------------------------------------------------------------- |
| | | | |                                                                                               |
| Używany przez sieć PPTT dalej przez Orange Polska. Typ wycofany z użytku. W momencie wdrażania aparatu stosowano monetę 1 zł (średnica 25 mm), później – przez większość czasu – 2 zł, następnie 5 zł, a od 1992 r. – żeton „A”. | Używany przez sieć Orange Polska. Typ wycofany z użytku w latach 2000/2001. Początkowo używane były żetony „A”, „B” i „C” („A” – jeden „impuls”, „B” – 5 „impulsów”, „C” – 10 „impulsów”). „B” został jednak szybko wycofany z powodu podobieństwo do monety 2 zł sprzed denominacji, którą automaty często błędnie rozpoznawały jako żeton. Wraz z wycofaniem żetonu „B” – przeprogramowano aparaty tak, aby akceptowała tylko żetony „A” i „C”. | Typ wycofywany z użytku, pojedyncze egzemplarze pracują w Środkowo-Zachodnich Telefonach Polskich S.A. (Leszno), Telefonii Podlaskiej (Sokołów Podlaski), Pilickiej Telefonii SA oraz w Multimediach (Mielec, Łapy). Umożliwia płacenie monetami. Nie jest wyposażony w wyświetlacz. | Używany był przez sieć Dialog (Wrocław, Bielsko-Biała i in.). Umożliwia płacenie monetami (10 gr – 5 zł). Istnieje kilka wersji różniących się wrzutnikiem monet. | Producentem tego aparatu jest Siemens. Umożliwia płacenie monetami. Używane były przez Netię. |